# 金朱晟
金 朱晟（キム・ジュソン、韓国語: 김주성、ラテン翻字：Kim Ju-sung、2000年12月12日 - ）は、韓国・清州市出身のプロサッカー選手。Jリーグ・サンフレッチェ広島F.C所属。ポジションはディフェンダー（センターバック）。

## 略歴

### クラブ歴
FCソウルのアカデミー出身（五山中学校、五山高等学校）。2019年にトップチームデビューを果たした。
2021年から2022年にかけて兵役服務のため金泉尚武FCでプレー。
2025年7月31日、日本のサンフレッチェ広島F.Cに完全移籍加入することが発表された。同日にFCソウルの本拠地ソウルワールドカップ競技場で開催されるFCバルセロナとの試合にてサポーターへの挨拶を行う予定である。

### 代表歴
2019年、韓国U-20メンバーの一員として2019 FIFA U-20ワールドカップに出場した。
また、A代表としてもEAFF E-1サッカー選手権2022およびEAFF E-1サッカー選手権2025に出場している。

## 所属クラブ
- 2013年 - 2015年  五山中学校（FCソウル U-15）
- 2016年 - 2018年  五山高等学校（FCソウル U-18）
- 2019年 - 2025年  FCソウル
  - 2021年 - 2022年  金泉尚武FC（兵役）
- 2025年7月 -  サンフレッチェ広島